# Campionatul Mondial Universitar de Handbal Feminin din 2004
Campionatul Mondial Universitar de Handbal Feminin din 2004 ar fi trebuit să fie a VI-a ediție a competiției organizate Federația Internațională a Sportului Universitar (FISU) și ar fi trebuit să se desfășoare în Bulgaria, în orașul Veliko Tărnovo. Întrecerea feminină nu s-a mai organizat, turneul fiind anulat din cauza lipsei participanților. Turneul masculin, programat să se desfășoare în luna decembrie la Celiabinsk, Rusia, a suferit și el din cauza lipsei echipelor participante. Costul ridicat al transportului, cauzat de distanța mare până la orașul din Munții Ural, a fost  motivul care a descurajat unele dintre echipele care și-au anulat prezența la competiție. În final, la turneul masculin au luat parte doar șase echipe.
Anularea turneului feminin și semieșecul turneului masculin au determinat FISU ca, începând cu ediția următoare, din 2006, să organizeze împreună și în același loc întrecerea feminină și cea masculină, pentru a spori atractivitatea campionatului.